# Sebastião Salgado
Sebastião Ribeiro Salgado Júnior OMC (Aimorés, 8 de fevereiro de 1944 – Paris, 23 de maio de 2025) foi um fotógrafo documental e fotojornalista brasileiro.
Salgado viajou por mais de 120 países para seus projetos fotográficos. A maioria deles apareceu em inúmeras publicações de imprensa e livros. Exposições itinerantes de seu trabalho foram apresentadas em todo o mundo.
As suas fotos a preto e branco representam a dignidade fundamental das pessoas e são testemunhos contra a guerra, pobreza e outras injustiças sociais.
Salgado foi Embaixador da Boa Vontade da UNICEF e foi multi-premiado pelo seu trabalho.

## Juventude
Nasceu na vila de Conceição do Capim, viveu sua infância em Expedicionário Alício. Graduou-se em Economia pela Universidade Federal do Espírito Santo (1964-1967). Realizou mestrado na Universidade de São Paulo e doutorado na Universidade de Paris, ambos também em Economia. A ida para Paris em 1969 reflete asilo político no seguimento da ditadura militar brasileira.

## Carreira

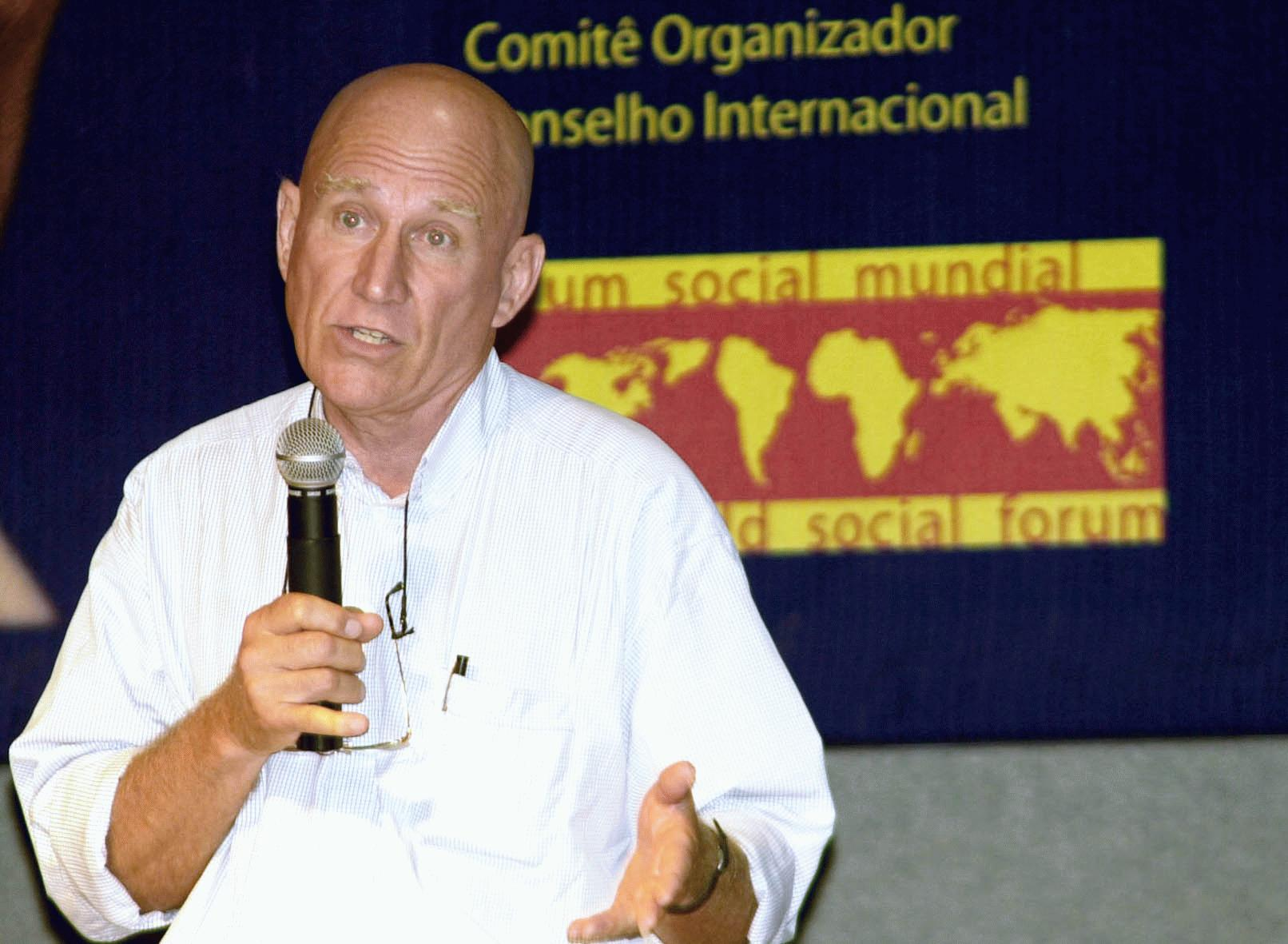
Sebastião Salgado no Fórum Social Mundial, em 2002. Marcello Casal Jr/ABr.

### Fotografia

#### Primeiras fotos e mundividência
Salgado inicialmente trabalhou como secretário para a Organização Internacional do Café (OIC). Em suas viagens de trabalho para a África, muitas vezes encomendado conjuntamente pelo Banco Mundial, fez sua primeira sessão de fotos, nos anos 70, com a Leica da sua esposa. Fotografar o inspirou tanto que logo depois ele tornou-se independente em 1973, como fotojornalista e, em seguida, voltou para Paris.
Em 1979, depois de passagens pelas agências de fotografia Sygma e Gamma, entrou para a Magnum. Encarregado de uma série de fotos sobre os primeiros 100 dias de governo de Ronald Reagan, Salgado documentou o atentado a tiros cometido por John Hinckley, Jr. contra o então presidente dos Estados Unidos, no dia 30 de março de 1981, em Washington. A venda das fotos para jornais de todo o mundo permitiu ao brasileiro financiar seu primeiro projeto pessoal: uma viagem à África.

#### Primeiros livros
Seu primeiro livro, Outras Américas, sobre os pobres na América Latina, foi publicado em 1986. Na sequência, publicou Sahel: O "Homem em Pânico" (também publicado em 1986), resultado de uma longa colaboração de doze meses com a organização não governamental Médicos sem Fronteiras cobrindo a seca no Norte da África. Entre 1986 e 1992, ele concentrou-se na documentação do trabalho manual em todo o mundo, publicada e exibida sob o nome "Trabalhadores", um feito monumental que confirmou sua reputação como foto documentarista de primeira linha.

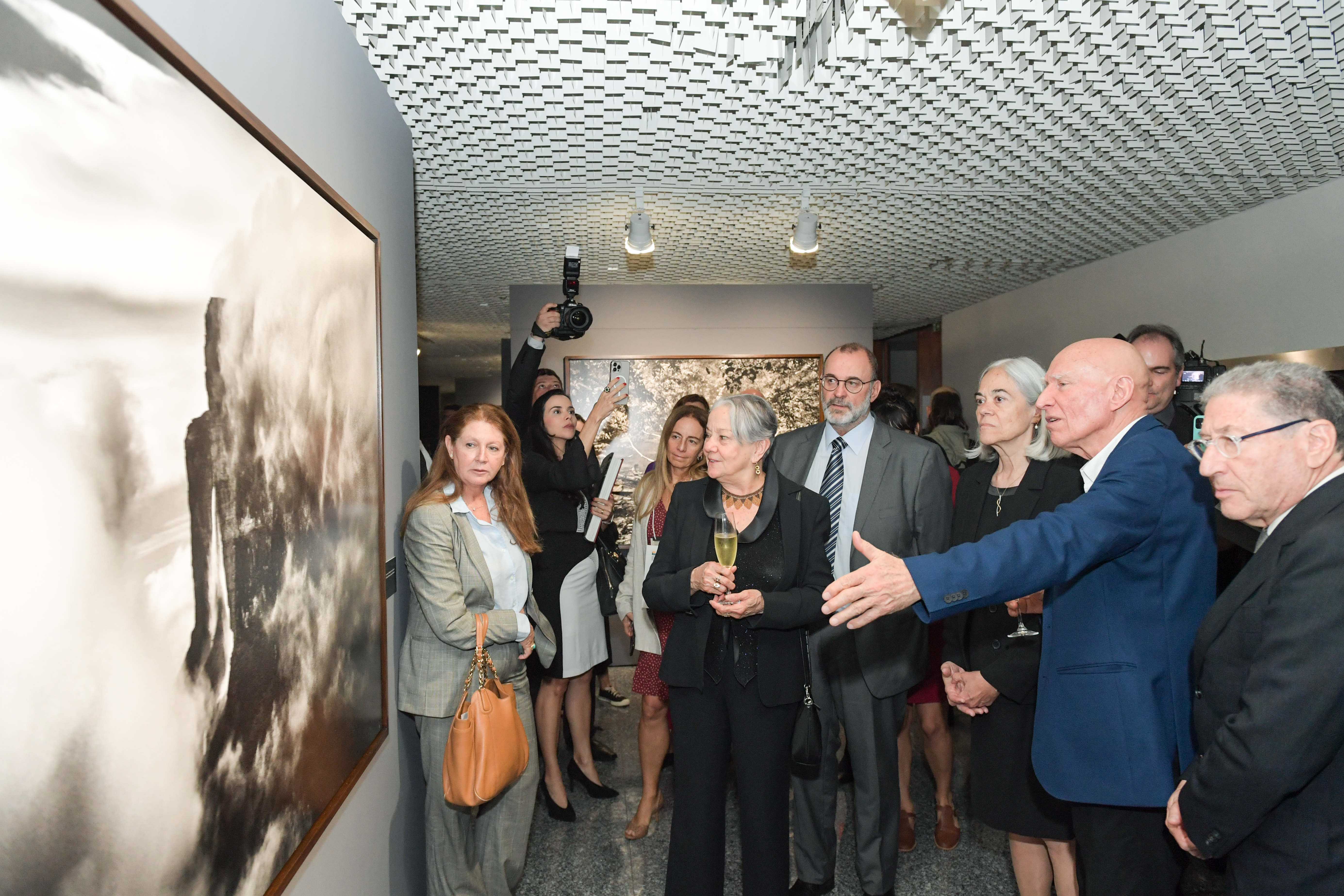
Abertura da exposição Povos Indígenas Natureza e Justiça, do fotógrafo Sebastião Salgado, no Superior Tribunal de Justiça

#### Consagração internacional: Desalojamentos em Êxodos
De 1993 a 1999, ele voltou sua atenção para o fenômeno global de desalojamento em massa de pessoas, que resultou em Êxodos e Retratos de Crianças do Êxodo, publicados em 2000 e aclamados internacionalmente. Na introdução de Êxodos, escreveu: "Mais do que nunca, sinto que a raça humana é somente uma. Há diferenças de cores, línguas, culturas e oportunidades, mas os sentimentos e reações das pessoas são semelhantes. Pessoas fogem das guerras para escapar da morte, migram para melhorar sua sorte, constroem novas vidas em terras estrangeiras, adaptam-se a situações extremas…".
Em setembro de 2000, com o apoio das Nações Unidas e do UNICEF, Sebastião Salgado montou uma exposição no Escritório das Nações Unidas em Nova Iorque, com 90 retratos de crianças desalojadas extraídos de sua obra Retratos de Crianças do Êxodo. Essas fotografias prestam testemunho a 30 milhões de pessoas em todo o mundo, a maioria delas crianças e mulheres sem residência fixa.

#### Últimas publicações
Os últimos livros focam-se em temas como a Pólio, desigualdade, África e ambiente.

### Técnica fotográfica e Academia
Trabalhando inteiramente com fotos em preto e branco, o respeito de Sebastião Salgado pelo seu objeto de trabalho e sua determinação em mostrar o significado mais amplo do que estava acontecendo com essas pessoas criou um conjunto de imagens que testemunham a dignidade fundamental de toda a humanidade ao mesmo tempo que protestam contra a violação dessa dignidade por meio da guerra, pobreza e outras injustiças sociais.
Em 6 de dezembro de 2017, tomou posse da cadeira n.º 1, das quatro cadeiras de fotógrafos da Academia de Belas Artes da França, substituindo Lucien Clergue, que morreu em 2014. Na cerimônia oficial de posse como imortal da Academia, recebeu o fardão e a espada, sendo o primeiro brasileiro a integrar o rol de imortais da instituição.

### Ativismo e ambientalismo

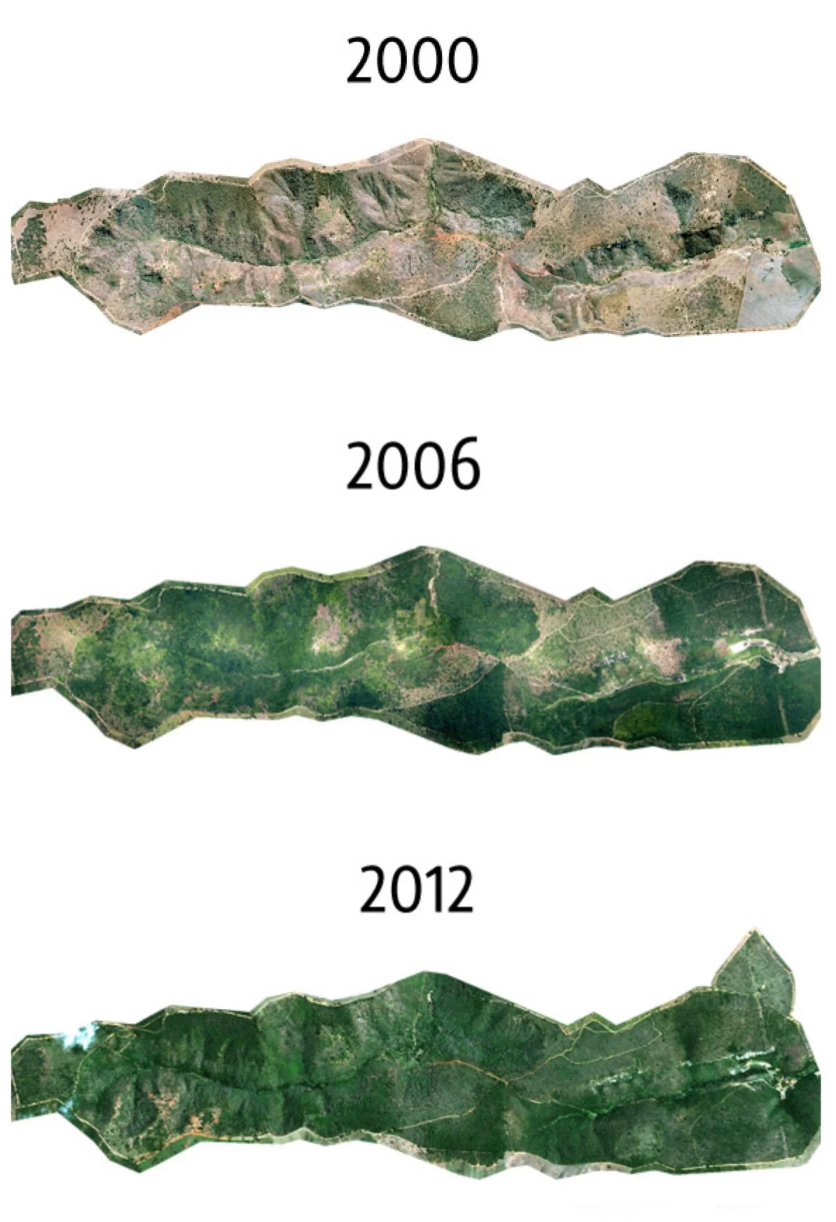
Evolução do reflorestamento do Instituto Terra

Ao longo dos anos, Sebastião Salgado tem contribuído generosamente com organizações humanitárias incluindo o Fundo das Nações Unidas para a Infância (UNICEF), o Alto Comissariado das Nações Unidas para os Refugiados, (ACNUR), a Organização Mundial da Saúde (OMS), a ONG Médicos sem Fronteiras e a Anistia Internacional. 
O seu trabalho conjuga as pessoas e o ambiente. Depois de fotografar a seca no Sahel, fundou em 1994 a sua própria agência de notícias, As Imagens da Amazônia, que representa o fotógrafo e seu trabalho. Com sua esposa, Lélia Wanick Salgado, apoia atualmente um projeto de reflorestamento e revitalização comunitária em Minas Gerais (Instituto Terra).

## Vida pessoal
Casou-se com a pianista Lélia Deluiz Wanick, com quem teve dois filhos: Juliano e Rodrigo.
Salgado e sua esposa Lélia Wanick Salgado, autora do projeto gráfico da maioria de seus livros, fixaram residência em Paris. O casal tem dois filhos, Juliano Salgado, nascido em 1974, e Rodrigo, nascido em 1979, que tem síndrome de Down. Juliano é cineasta e dirigiu, juntamente com o também fotógrafo Wim Wenders, o documentário O Sal da Terra, sobre o trabalho de seu pai. que foi indicado ao Oscar 2015 de melhor documentário.
Em entrevista para a TV Cultura Sebastião Salgado expressou a sua paixão pelo Fluminense.

### Morte
Sebastião Salgado morreu em 23 de maio de 2025, aos 81 anos de idade, em Paris, França. A causa da morte foi uma leucemia grave, desenvolvida como complicação de uma malária contraída em 2010 durante uma expedição fotográfica na Indonésia.
A perda deste cidadão do mundo foi noticiada no Brazil, em Portugal (Diário de Notícias; Expresso, Público, RTP), China (1), Estados Unidos (New York Times), França (France 24), Inglaterra (BBC, Guardian).

## Prêmios

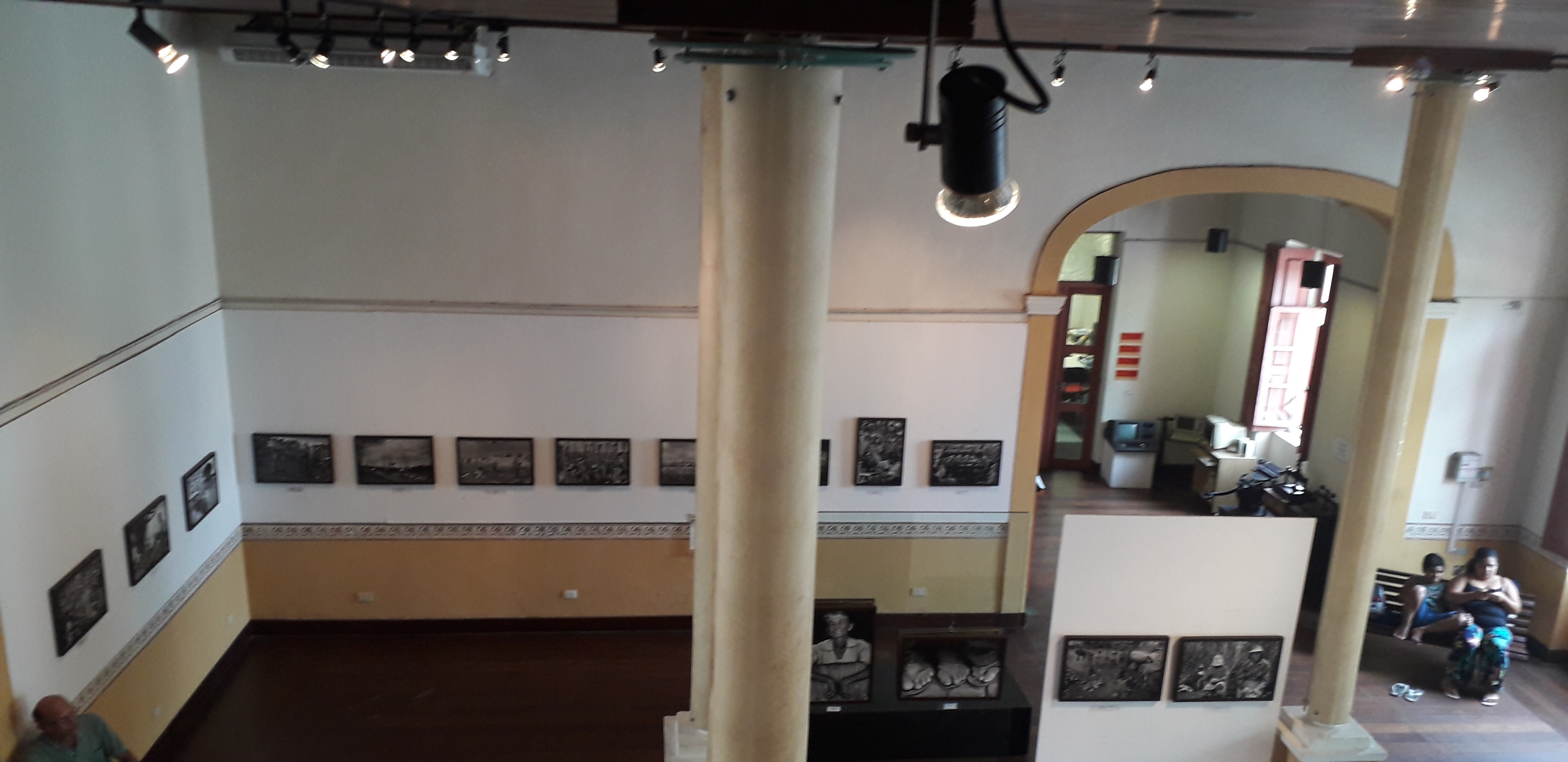
Exposição das fotografias de Sebastião Salgado no Museu da Imagem e do Som de Alagoas

Sebastião Salgado foi internacionalmente reconhecido e recebeu praticamente todos os principais prêmios de fotografia do mundo como reconhecimento por seu trabalho. Ele recebeu o W. Eugene Smith Memorial Fund em 1982, foi membro honorário estrangeiro da Academia de Artes e Ciências dos Estados Unidos desde 1992 e recebeu a Medalha do Centenário e Bolsa Honorária da Royal Photographic Society (HonFRPS) em 1993. Foi também membro da Academia de Belas-Artes de Paris pertencente ao Institut de France com início em abril de 2016.
- Prêmio Príncipe de Astúrias das Artes, 1998.
- Prêmio Eugene Smith de Fotografia Humanitária.
- Prêmio World Press Photo
- The Maine Photographic Workshop ao melhor livro foto-documental.
- Eleito membro honorário da Academia de Artes e Ciências dos Estados Unidos
- Prêmio pela publicação do livro Trabalhadores.
- Medalha da Inconfidência.
- Medalha de prata Art Directors Oub nos Estados Unidos.
- Prêmio Overseas Press Oub oí America.
- Alfred Eisenstaedt Award pela Magazine Photography.
- Prêmio Unesco categoria cultural no Brasil.
- 40º Prêmio Jabuti de Literatura: categoria reportagem[30][31]
- Prêmio Muriqui
- Doutoramento Honoris Causa pela Universidade Federal do Espírito Santo (2016)
- Doutoramento Honoris Causa pela Universidade Federal do Acre (2016)
- Prêmio da Paz do Comércio Livreiro Alemão (2019)[32] (O Prêmio da Paz é concedido desde 1950 e é dotado de 25 000 euros)[32]
- Doutoramento Honoris Causa pela Universidade de Harvard (2021)[33]
- Praemium Imperiale (2021)

## Obras
Outras Américas (1986). 
Sahel: O "Homem em Pânico" (1986)

"Um Fotógrafo em Abril" (1999) ISBN: 972-21-1258-9
- Trabalhadores (1996) ISBN 8571645884
- Terra (1997) ISBN 8420428744
- Serra Pelada (1999) ISBN 2097542700
- Outras Américas (1999) ISBN 8571649030
- Retratos de Crianças do Êxodo (2000) ISBN 8571649359
- Êxodos (2000) ISBN 8571649340
- O Fim do Pólio (2003) ISBN 8535903690
- Um Incerto Estado de Graça (2004) ISBN 9722109839
- O Berço da Desigualdade (2005) ISBN 8576520389
- África (2007) ISBN 3822856223
- Gênesis (2013) ISBN 3836538725
- Perfume de Sonho (2015) ISBN 9788869656255